# Centre d'art contemporain
Pour les articles homonymes, voir Centre d'art contemporain (homonymie).
Un centre d'art contemporain (CAC) ou plus simplement centre d'art est un lieu qui présente le travail d'artistes plasticiens contemporains. Par rapport à d'autres lieux – musées, galeries, fondations… – le centre d'art se veut avant tout un lieu d'expérimentation et de production. Toutefois, parce que les œuvres produites au fil du temps finissent par s'accumuler, certains centres d'art ont fini par se constituer une collection, ce qui les rapproche d'un musée. Le centre d'art contemporain n'a pas pour mission d'organiser des évènements tels que des biennales mais il peut s'associer à d'autres partenaires pour cela.

## Organisation en France
En France, la création de centres d'art a véritablement pris son essor à partir de 1985 dans le cadre de la politique de décentralisation culturelle engagée sous l'impulsion de Jack Lang. La création de centres d'art est apparue, aux yeux des collectivités locales, comme le moyen de redonner un usage à des bâtiments historiques prestigieux, cependant que les artistes se voyaient attribuer un rôle central dans l'aménagement culturel du territoire.
Souvent, le statut juridique des centres d'art contemporain est de type associatif. Mais il peut aussi être de statut public, ou être géré dans le cadre d'une fondation reconnue d'utilité publique ou d'entreprise.
Aujourd'hui, il existe en France une cinquantaine de centres d'art conventionnés par le ministère de la Culture. Par ailleurs, une cinquantaine de centres d'art, conventionnés ou non, sont regroupés au sein du réseau DCA — Association française de développement des centres d'art contemporain. Ensemble, ils accueillent plus d'un million de visiteurs.

## Quelques centres d'art contemporain

### Belgique
- La Châtaigneraie à Flémalle
- Wiels à Bruxelles
- Maison Particulière à Bruxelles

Centre d'art contemporain du Luxembourg belge

### Bénin
- Le Centre, centre d'art situé à Abomey-Calavi

### Canada
- Centre des arts actuels Skol, à Montréal
- Laboratoire d'Art (Labo), à Toronto
- Power Plant[pas clair], à Toronto
- Centre d'arts Orford, à Orford/Magog

### France
- Palais de Tokyo à Paris
- Jeu de paume à Paris
- Le CRAC Alsace, Centre rhénan d'art contemporain à Altkirch
- Villa du Parc, centre d'art contemporain à Annemasse
- Passerelle Centre d'art contemporain à Brest
- La Criée centre d'art contemporain à Rennes
- Maison des arts Georges-et-Claude-Pompidou à Cajarc (Lot)
- Centre national du graphisme Le Signe à Chaumont
- Centre d'art contemporain - la synagogue de Delme
- Le Magasin, Centre national d'art contemporain (CNAC) à Grenoble
- Villa Noailles à Hyères
- Centre d'art et de photographie de Lectoure
- Abbaye Saint-André, centre d'art contemporain à Meymac

- MO.CO. à Montpellier
- Espace de l'Art Concret à Mouans-Sartoux
- La Kunsthalle à Mulhouse
- La Galerie, centre d'art contemporain de Noisy-le-Sec
- Centre d'art contemporain de la Villa Arson à Nice
- Le Centre d'arts plastiques de Royan
- Le Grand Café à Saint-Nazaire
- Centre régional d'art contemporain Occitanie à Sète
- Le Creux de l'enfer à Thiers
- BBB centre d'art à Toulouse
- Centre international d'art et du paysage de l'île de Vassivière
- Institut d'art contemporain à Villeurbanne
- Le Doyenné à Brioude

### Suisse
- Centre d'art contemporain à Genève
- CAN Centre d'art Neuchâtel à Neuchâtel
- Ferme-Asile à Sion
- Quartier général à La Chaux-de-Fonds
- CACY centre d'art contemporain à Yverdon-les-Bains

### Ukraine
- Centre Yermilov à Kharkiv